# Settimo potere
Settimo potere (The Resurrection of Zachary Wheeler) è un film del 1971, diretto da Bob Wynn.